# Val de Seine
 (février 2017).
Si vous disposez d'ouvrages ou d'articles de référence ou si vous connaissez des sites web de qualité traitant du thème abordé ici, merci de compléter l'article en donnant les références utiles à sa vérifiabilité et en les liant à la section « Notes et références ».
Pour l’article homonyme, voir Communauté d'agglomération Val de Seine.
Le Val de Seine est un quartier d'affaires de l'agglomération parisienne. Situé au sud-ouest de Paris, il s'étend le long d'une boucle de la Seine, principalement sur les communes de Boulogne-Billancourt et Issy-les-Moulineaux, ainsi que sur le 15e arrondissement de Paris.
Le quartier, à dominante industrielle pendant la plus grande partie du XXe siècle, s'est spécialisé depuis les années 1980 dans le secteur de la communication. Il abrite les sièges de la plupart des principaux réseaux télévisés français (TF1, France Télévisions, Arte France, Canal+, Eurosport, France 24).

## Principales constructions
| Nom                                 | Année | Hauteur (m) | Étages | Localisation         |
| ----------------------------------- | ----- | ----------- | ------ | -------------------- |
| Tour F (BA 117)                     | 1971  | 62          | 21     | Paris 15e            |
| Tour A (DGA)                        | 1979  | 67          | 19     | Paris 15e            |
| Tour TF1                            | 1992  | 59          | 15     | Boulogne-Billancourt |
| L'Atrium                            | 1992  | 39          | 10     | Boulogne-Billancourt |
| Quai Ouest                          | 1993  | 32          | 9      | Boulogne-Billancourt |
| Siège social de France Télévisions  | 1998  | 35          | 7      | Paris 15e            |
| Siège social de Coca-Cola           | 1999  | 37          | 10     | Issy-les-Moulineaux  |
| L'Amiral                            | 2000  | 35          | 10     | Issy-les-Moulineaux  |
| L'Open                              | 2000  | 32          | 9      | Issy-les-Moulineaux  |
| Le Selftrade                        | 2001  | 32          | 9      | Boulogne-Billancourt |
| Hewlett-Packard Compaq              | 2002  | 32          | 9      | Issy-les-Moulineaux  |
| Siège social de Steria              | 2004  | 32          | 9      | Issy-les-Moulineaux  |
| Microsoft - Le Campus               | 2009  | 43          | 10     | Issy-les-Moulineaux  |
| Siège social de Bouygues Immobilier | 2009  | 37          | 9      | Issy-les-Moulineaux  |
| Séreinis                            | 2009  | 32          | 9      | Issy-les-Moulineaux  |
| Tour Sequana                        | 2010  | 100         | 24     | Issy-les-Moulineaux  |
| Eqwater                             | 2010  | 36          | 9      | Issy-les-Moulineaux  |
| Hexagone Balard                     | 2015  | -           | -      | Paris 15e            |